# Künstlerhaus am Lenbachplatz
Das Münchner Künstlerhaus am Lenbachplatz im Zentrum Münchens ist ein ehemaliges Vereinshaus Münchner Künstler.
Der denkmalgeschützte Bau des Künstlerhauses am Rande der Münchner Altstadt und seine Festkultur sind ein Teil der Münchner Stadtgeschichte. Das Münchner Künstlerhaus, erbaut als Ort der Begegnung zwischen Kunst und Gesellschaft, wurzelt noch im Stilempfinden und Gesellschaftsideal des um 1900 bereits ausklingenden Historismus; er wurde von dem bekannten Münchner Architekten Gabriel von Seidl im Stil der Neorenaissance errichtet.

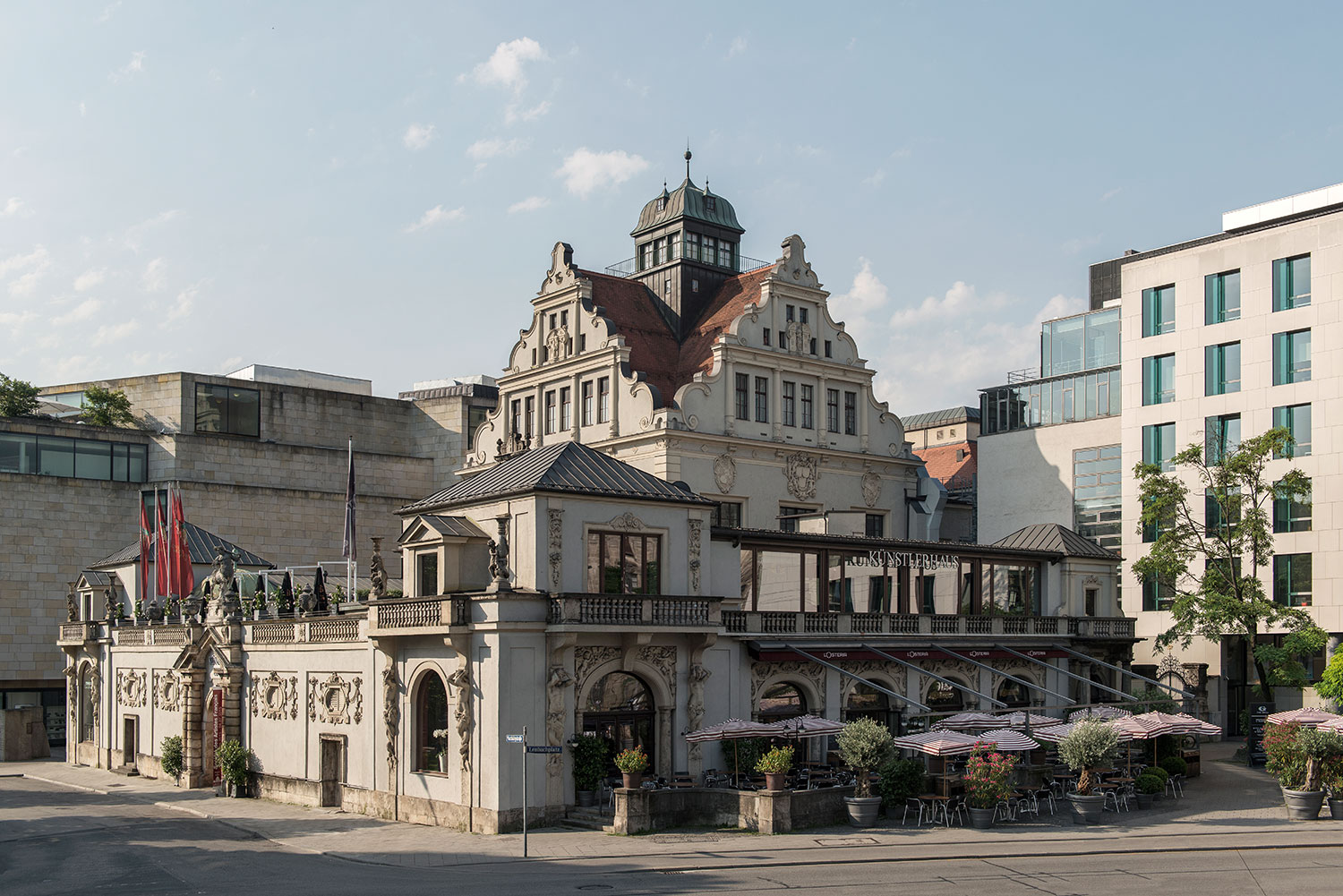
Münchner Künstlerhaus am Lenbachplatz, 2015

Die Gesamtanlage umrahmte ursprünglich den Blick vom Lenbachplatz über die Synagoge zur Frauenkirche. Der viergiebelige Festsaalbau und drei eingeschossige, an den Ecken durch aufgesetzte Pavillons betonte Terrassenbauten gruppierten sich um einen Arkadenhof. Der dreitorige Haupteingang lag an der Herzog-Max-Straße. Der Nebeneingang mit dem Kentaur an der Maxburgstraße führte in die Vorhalle des gewölbten, reich stuckierten Vestibüls des Saalbaues und durch ein Portal ins prunkvoll dekorierte Empfangszimmer, das „Lenbachzimmer“. Hier schlossen sich Musikzimmer, goldenes Empfangszimmer und Bibliotheksaal an. Durch einen Triumphbogen und zwei reich ornamentierte, märchenhaft ausgemalte Räume gelangte man in den Festspeisesaal.

## Geschichte

### Entstehungsgeschichte und Grundsteinlegung
Die Idee der Münchner Künstlerschaft, sich ein eigenes Haus zu bauen, hat eine lange Geschichte und beschäftigte die zahlreichen Künstlergruppierungen in München vier Jahrzehnte lang.

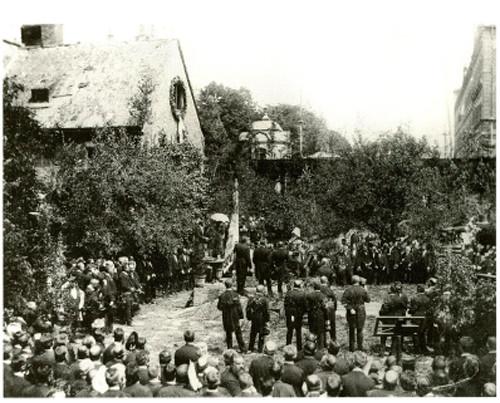
Grundsteinlegung Münchner Künstlerhaus am heutigen Lenbachplatz 1893

„Das Haus soll allen Künstlern Münchens ein Sammelplatz sein […] für Frohsinn, Rat und ernste Tat“. Dies ist die Idee, die jeglicher Bestrebung in der Entwicklung und Planung eines Künstlerhauses in München zu Grunde lag. Es sollte ein Haus erschaffen werden, das einem kunstliebenden Bürgertum Gastfreundschaft bietet. Im Jahr 1850 wurden diese Überlegungen erstmals in einem Protokoll niedergeschrieben, 1852 wurde ein Baukomitee gegründet und der Oberbaurat Friedrich Bürklein erstellte einen Kostenvoranschlag, der die Summe von 70.000 Gulden auswies. Nach Jahren der erfolglosen Suche nach Bauland und damit des Stillstands, setzte sich der Münchner Malerfürst Franz von Lenbach für die Idee des Künstlerhauses ein. Seine Durchschlagskraft und seine Beziehungen ließen das lang ersehnte Werk gelingen. Ein Platz an der früheren Stadtmauer wurde bestimmt, an dem das Hofbrunnenhaus stand, genannt „Beim Leinfelder“, in Nachbarschaft der Synagoge, des Hotels Leinfelder und der Maxburg. Dieser Ort hatte symbolische Bedeutung: Lorenz Gedon errichtete hier das erste Vereinslokal der 1871 gegründeten Künstlergesellschaft Allotria, der damals einflussreichsten Künstlervereinigung Deutschlands. Aus ihrer Mitte war die Idee des Künstlerhauses entstanden.
Prinzregent Luitpold legte am 3. Juli 1893 den Grundstein für das vom Architekten Gabriel von Seidl entworfene Gebäude. Im Grundstein war eine Vertiefung zur Aufnahme der Urkunde nebst Silber- und Schaumünzen vorgesehen. Nach den Festreden wurde zu den Worten Ferdinand von Millers die Urkunde in den Stein versenkt.
Wortlaut der Urkunde:
Im Jahre des Herrn 1893 am 3. Tage des Juli wurde zu diesem Hause der Grundstein gelegt durch seine königliche Hoheit Prinz Luitpold, Regent von Bayern, der Münchner Künstlergenossenschaft Protektor, den kunsterhabenen Förderer, Beschützer und Freund. Die Künstler, hochherzige Freunde der Kunst und die Stadtgemeinde haben die Mittel beigesteuert, daß, wo zu Trutz und Wehr einst Wall und Graben das alte München schützten, nunmehr eine Heimstätte den Künstlern und der Kunst entstehe. Das Haus soll allen Künstlern Münchens, wie immer im geselligen Verkehr oder zu künstlerischem Schaffen sie ihre eigenen Wege sonst gehen mögen, ein Sammelplatz sein, ein Mittelpunkt für Frohsinn und ernste Tat. München eine Ehre, den Künstlern ein Stolz, der Kunst ein Kleinod für und für. Gebe Gott ein frohes Gelingen und seinen Segen dem Münchner Künstlerhaus.
Gez. Eugen von Stieler, 1. Präsident & Albert Schmidt, 2. Präsident der Münchner Künstlergenossenschaft
Ferdinand von Miller, 1. Vorsitzender & Franz von Lenbach, 2. Vorsitzender der Künstlerhaus-Baukommission
Gabriel von Seidl, Architekt

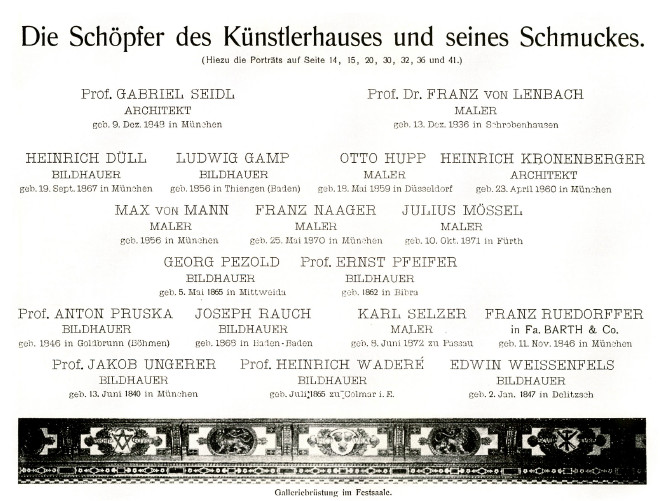
Die Schöpfer des Münchner Künstlerhauses und seines Schmuckes, Galeriebrüstung im Festsaal 1900

Unter der Führung von Franz von Lenbach und Ferdinand von Miller wurde gebaut. Die Befürchtung, dass die Stadtsilhouette durch den Bau beeinträchtigt werden könnte, wurde durch die Zurückverlegung der Bauflucht des Haupthauses entkräftet. Unter tätiger Anteilnahme des Finanzministers Emil Freiherr von Riedel, der großzügigen Hilfe der Stadt München, die einen Teil des Baugrunds stiftete und einen Baukostenzuschuss gewährte, konnte die Baukommission unter dem Vorsitz von Ferdinand von Miller zur Tat schreiten. Bauherrin war die Künstlergenossenschaft. Für die pompöse Innenausstattung im Stil der Prinzregentenzeit zeichnete Lenbach selbst verantwortlich.

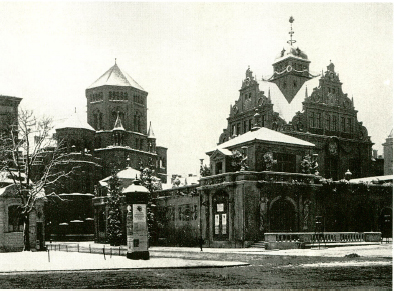
Münchner Künstlerhaus am Morgen seiner Eröffnung am 29. März 1900; im Hintergrund die Münchner Hauptsynagoge

Als das Künstlerhaus am 29. März 1900 durch den Prinzregent Luitpold eröffnet wurde, war eine Begegnungsstätte entstanden, an der sich die gut situierten und erfolgreichen Künstler Münchens regelmäßig zusammen fanden. Künstlerfeste, Maskenbälle, Konzerte, Schauspiel- und Tanzabende gehörten von nun an zum Programm. Franz von Lenbach, Fritz August Kaulbach und Franz von Stuck gelten als die Initiatoren und Gestalter vieler großer Veranstaltungen.

### 1911 bis 1944: Enteignung und Zerstörung
Das Münchner Künstlerhaus musste nicht nur mit fröhlichem Leben erfüllt, sondern auch erhalten und finanziert werden. Hier lag von Anfang an die Achillesferse des Baus. Anton Sailer beschreibt die Geschichte dieser Problematik wie folgt:
"Die Münchner Künstlergenossenschaft hatte am 7. April 1911 in außerordentlicher Generalversammlung beschlossen, dem Münchner Künstlerhaus-Verein das Haus am Lenbachplatz zu übereignen. Mit der notariellen Übertragung übernahm der Verein alle Verpflichtungen und Hypotheken […]. Die Einnahmen aber minderten sich von Jahr zu Jahr, während die Ausgaben stiegen. So wurde ein Vorschlag der inzwischen gegründeten und autoritär sich gebenden »Reichskammer der bildenden Künste«, das Künstlerhaus ihr zur Repräsentationszwecken in Generalpacht zu geben (...). 1937 gewann der Verein dann die volle Verfügung über das Haus zurück, verlor gleichzeitig aber jene über sich selber - denn an seine Spitze war als erster Vorsitzender Gauleiter Adolf Wagner getreten."
Ein zeitgenössischer Bericht aus dem Jahr 1938 schildert, was damals geschah: "Der Gedanke des Gauleiters, alle der Reichskunstkammer angehörenden Künstler Münchens in eine große Kameradschaft zu vereinen, fand die volle Zustimmung des Führers, der die Umgestaltung des Hauses anordnete. Der Künstlerhaus-Verein beschloss in der Generalversammlung vom 2. September 1938 dem Willen der Nationalsozialisten nach zu geben und übereignete seinen ganzen wertvollen Besitz dieser »Kameradschaft der Künstler«. Ein lautes Leben zog nunmehr in alle Räumlichkeiten ein, eine Scheinblüte, weit entfernt von jener Geselligkeit, die früher einmal den Stil des Hauses geprägt hatte."
Geheimrat Carl von Marr, langjähriger 2. Präsident des Künstlerhaus-Vereins, wurde 1930 als Nachfolger Ferdinand von Millers zum Präsidenten gewählt. Angesichts der veränderten politischen Lage, die nach 1933 eingesetzt hatte, legte er sein Amt 1934 nieder. Das Münchner Künstlerhaus blieb bis auf weiteres verwaist. Die Zeit der unbeschwerten Feste war mit Aufkommen des Nationalsozialismus beendet. Ein Ball im Februar 1933, initiiert von dem Maler Anton Leidl, war die letzte selbständige Veranstaltung des Künstlerhaus-Vereins.
Die Geschichte der Zerstörung des Münchner Künstlerhauses lässt sich aus bisher unveröffentlichten Tagebuchnotizen des Glaspalastdirektors und Mitglieds des Künstlerhaus-Vereins Walther Zimmermann nachvollziehen. Am 26. November 1928 tagte im Künstlerhaus eine außerordentliche Mitgliederversammlung, in der dem damaligen Vereinspräsidenten Carl von Marr ein Vertrauensvotum zuteilwurde. Am 14. Dezember 1935 übernahm Walther Zimmermann die Geschäftsführung der Reichskammer der bildenden Künste und die der Räume der Bernheimer-Galerie an der Ottostraße. Gemeinsam mit Oswald Pötzelberger, Felix Bürgers und Max Unold sichtete er die Anträge und saß bis in die Nacht hinein im Notbund geistiger Arbeiter. Am 13. März 1935 ließ der Minister Adolf Wagner in einer Ausstellung in der Neuen Pinakothek 16 Werke abhängen, da diese nicht im Sinne des Nationalsozialismus seien.
1938 befahl Adolf Hitler den Umbau des Künstlerhauses sowie kurz danach den Abriss der benachbarten Synagoge. Zeitgleich wurde der Künstlerhaus-Verein aufgelöst, enteignet und von den Nationalsozialisten in die „Kameradschaft der Künstler“ eingegliedert.
Am 14. Juli 1944 brannte das Haus nach einem Fliegerangriff völlig aus.

### 1945 bis 1955: Beschlagnahmung durch die amerikanische Besatzung
Nach dem Einzug der amerikanischen Besatzung wurde der gesamte Besitz beschlagnahmt. Im Keller der Künstlerhaus-Ruine wurde am 24. Dezember 1945 eine Snack-Bar eröffnet, im noch erhaltenen vorderen Teil des Restaurationsbetriebs entstand ein amerikanisches Offizierskasino. Ende 1948 rief der Geheimrat Julius Diez den Münchner Künstlerhaus-Verein neu ins Leben, mit der Zielsetzung, das Künstlerhaus wieder für seinen ursprünglichen Zweck zurückzugewinnen.
Als aktive Mitglieder zeichneten u. a. Ernst Sedlmayr, der sich um alle Rechts- und Wirtschaftsfragen kümmerte, sowie Rechtsanwalt Carlo Proebst, Sohn des früheren Schatzmeisters, der die Freigabe des Hauses von der amerikanischen Besatzung, das Wiedererstehen des Vereins und die Wiederherstellung des ursprünglichen Vereinsgedankens maßgeblich vorantrieb. Nach langen Verhandlungen lösten die Amerikaner den im Künstlerhaus untergebrachten Soldatenclub „The American Way“ auf und gaben am 27. September 1955 die Räume wieder für die Eigentümer frei.

### 1955 bis 1960: Wiederaufbau
Nach der Freigabe des Hauses wurde zunächst ein Notdach zur Vermeidung weiterer Schäden an der Ruine des Hauptgebäudes erstellt. Für weitere Baumaßnahmen fehlten dem Künstlerhaus-Verein, der als gemeinnütziger Verein über kein eigenes Vermögen verfügte, die Mittel. Mitte der fünfziger Jahre entstand der Plan, durch die Einrichtung eines Theaters im Künstlerhaus einen Teil der Kosten für den Wiederaufbau zu decken. Trude Kolman, damals Leiterin des literarischen Kabaretts Die kleine Freiheit, erhielt im April 1956 den Zuschlag zur Leitung des Theaters und machte ihrem Mitbewerber Paul Verhoeven das Angebot, als gleichberechtigter Partner in das Unternehmen einzutreten. Kurz darauf wurde die „Theater-Im-Künstlerhaus GmbH“ gegründet, Geschäftsführer wurde Heinz Angermeier. Wenig später scheiterte das von Presse und Bevölkerung begeistert aufgenommene Vorhaben aus Kostengründen.
Eine erste Finanzierungshilfe von 50.000 DM erbrachte eine Spendenaktion, die während der Achthundertjahrfeier der Stadt München weitergeführt wurde. Gleichzeitig versuchte man durch den Gaststättenbetrieb eine tragfähige wirtschaftliche Basis für die anstehenden Baumaßnahmen zu schaffen. Theo Lechner, seit 1950 Präsident des Münchner Künstlerhaus-Vereins, gewann Falk Volkhardt und seinen Kompagnon Benno Spremberg vom Hotel Bayerischer Hof als Pächter. Dies ermöglichte eine rasche Wiederinstandsetzung des Restaurants durch die Architekten Bruno Biehler und Walther von Breuning. Am 19. April 1959 wurden die restaurierten Gaststättenräume wiedereröffnet.
In einem zweiten Schritt plante man den Wiederaufbau des Hauptgebäudes mit dem Festsaal. Die Baukosten für dieses Projekt wurden auf 2 Millionen Mark berechnet, die der Künstlerhaus-Verein nicht zur Verfügung stellen konnte. Der damalige Münchner Kulturreferent, Stadtrat Herbert Hohenemser, vermittelte zwischen dem Künstlerhaus und dem Export-Club München – eine Maßnahme, die zu einer langjährigen erfolgreichen Verbindung von Kunst und Wirtschaft im Künstlerhaus führte. Der Export-Club unterstützte den Künstlerhaus-Verein durch Bürgschaften und konnte dafür als Mieter eigene Clubräume im neu restaurierten Haus beziehen.
Der Jahreseröffnungsabend des Export-Clubs am 11. Januar 1960 stand unter dem Zeichen des Wiederaufbaus des Künstlerhauses. Walter von Miller, amtierender Stadtrat und ehemaliger Bürgermeister Münchens, Kulturreferent Hohenemser sowie Allotriamitglied und Dichter Eugen Roth setzten sich für eine rasche und traditionsgetreue Wiederherstellung des Seidlschen Prachtbaus ein. Der junge Architekt Erwin Schleich, der seit 1958 den Vorsitz des Künstlerhaus-Vereins innehatte, legte in einem Lichtbildervortrag seine konkreten Vorstellungen vom Wiederaufbau der Ruine vor. Er konnte sich damals bereits auf ein Gutachten des Bayerischen Landesamts für Denkmalpflege vom 6. März 1959 stützen: „Das Münchner Künstlerhaus ist zu den hervorragendsten Baudenkmälern Münchens zu rechnen. […] An seiner Wiederherstellung besteht öffentliches Interesse, weil es das künstlerische München der Jahrhundertwende für alle Zeiten eindrucksvoll verkörpert.“
Die fast originalgetreue Rekonstruktion des Künstlerhauses war möglich, da ein Teil der alten Bausubstanz noch erhalten war. So existierten zum Beispiel das Vestibül mit seinem stuckierten Gewölbe, die davon ausgehende große Treppe, Teile des daran anschließenden Foyers vor dem Festsaal sowie einige Bereiche des Festsaals selbst, u. a. der reich verzierte Karyatiden-Bogen.
Die ausführliche und durchweg positive Berichterstattung, mit der die Münchner Presse diese Sitzung zugunsten des Künstlerhauses kommentierte, fand in der Öffentlichkeit so großen Widerhall, dass eine erneute Spendenaktion ins Leben gerufen wurde. Unterzeichnet und unterstützt wurde der Spendenaufruf von dem Oberbürgermeister der Landeshauptstadt München Hans-Jochen Vogel, dem Kulturreferenten Herbert Hohenemser, von Vertretern des Export-Clubs sowie namhafter Firmen, den Repräsentanten des Münchner Künstlerhaus-Vereins und von dem Ehrenkomitee, an dessen Spitze Herzog Albrecht von Bayern stand.

### Zweite Eröffnung 1961
Die zweite Eröffnung des Münchner Künstlerhauses am 1. Oktober 1961 stand unter der Schirmherrschaft des Oberbürgermeisters Hans-Jochen Vogel. Bei der Feierlichkeit enthüllte er eine Büste des Künstlerhaus-Liebhabers Konsul Bernheimer, der vor Vollendung des Wiederaufbaus verstorben war. Um 14 Uhr durchschnitt Herzog Albrecht von Bayern, Ehrenprotektor des Künstlerhaus-Vereins, an der Treppe zum Festsaal das goldene Band.

### Dritte Eröffnung 1998
Am 24. April 1998, ein halbes Jahr vor der dritten Wiedereröffnung des gesamten Hauses, war die Restaurierung des Festsaals abgeschlossen. Im Oktober 1998 waren alle Restaurierungsarbeiten und die umfangreiche Generalsanierung des gesamten Gebäudes abgeschlossen, so dass das Künstlerhaus ein drittes Mal wieder eröffnet wurde. In alter Künstlerhaus- und Allotria-Tradition wurden diese Ereignisse von rauschenden Festen begleitet.

#### Architektonische Neuerungen

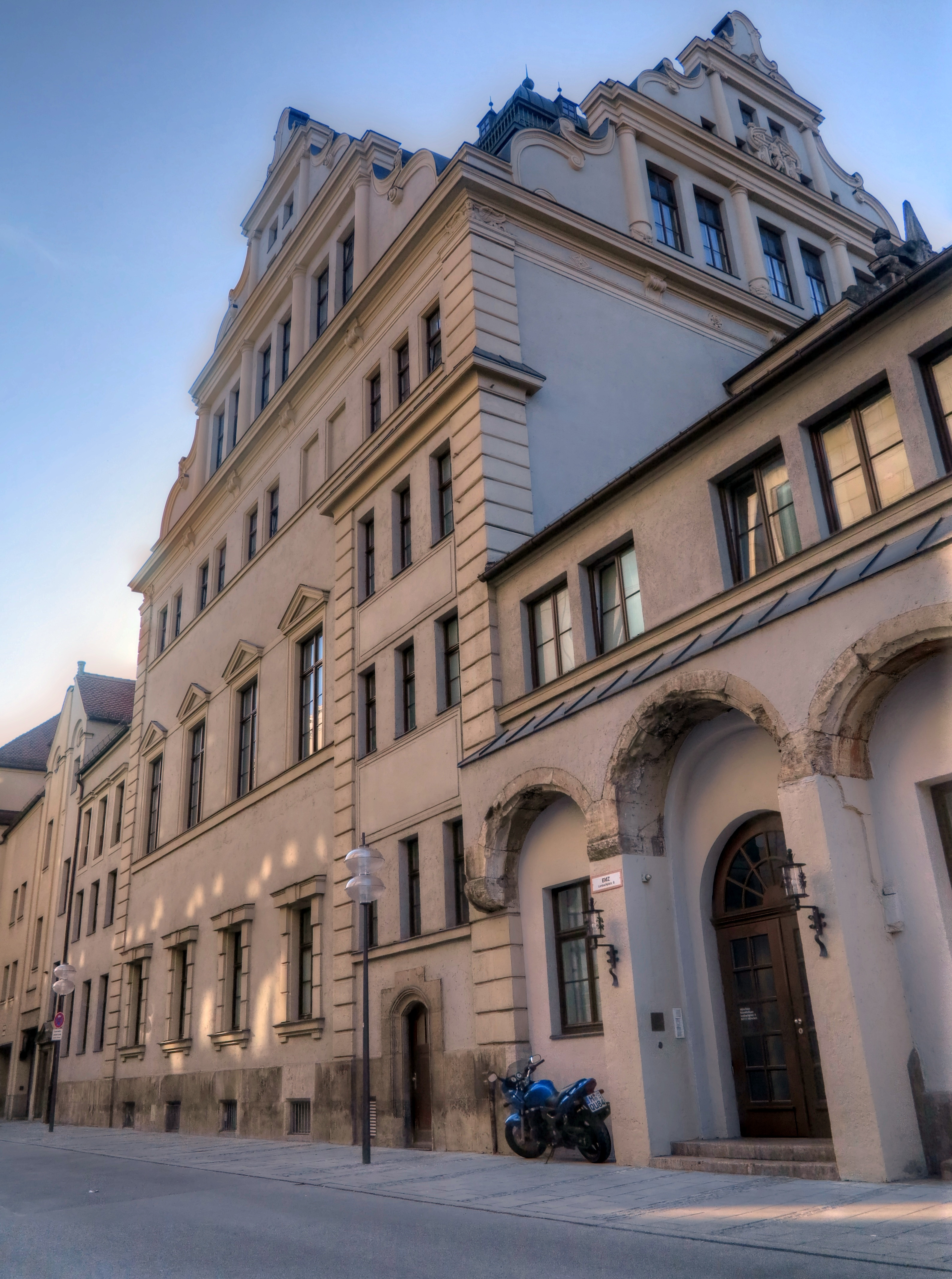
Seiteneingang in der Herzog-Max-Straße

Am augenfälligsten war die neue Farbgebung der Fassade: Nach Maßgabe der Richtlinien der Denkmalschutzbehörde, die auf der Wiederherstellung des ursprünglichen Farbtons bestand, sollte das Haus nicht mehr im „Münchner Gelb“, sondern in einem dezenten Grau erscheinen.
Auch im Innenbereich wurden wesentliche Veränderungen vorgenommen. Alle Räume sowie das Treppenhaus waren in die Renovierung einbezogen. Der Festsaal wurde vom Teppichbelag befreit und das verdeckte Parkett wieder offengelegt. Die Nutzung als Konzertsaal wurde möglich. Sämtliche technischen Einrichtungen wie Heizung, Klimaanlagen und Elektroausstattung mussten ausgewechselt werden. Einen hohen Posten bei der Planung der Finanzierung nahmen die Brandschutzmaßnahmen sowie die Umgestaltung des Innenhofs ein. In den Gewölben des Allotria-Kellers, der schon zu Lenbachs Zeiten den Stammtisch der Künstlergemeinschaft beherbergte, wurde die historische Kegelbahn wiederhergestellt und funktionsfähig gemacht.

### Gegenwart
2001 wurde das Münchner Künstlerhaus in eine Stiftung umgewandelt. Die Münchner Künstlerhaus-Stiftung nimmt denkmalpflegerische und kulturelle Aufgaben wahr, indem sie für den Erhalt des historischen Gebäudes sorgt und eigene Veranstaltungen und Ausstellungen durchführt.

## Kulturleben
Nach der Eröffnung 1961 versuchte der Münchner Künstlerhaus-Verein, sein Haus im Sinne der Gründerväter wieder der Künstlerschaft und der Förderung aller Künste zuzuführen: Konzerte, Lesungen, Ausstellungen, Vorträge, Theateraufführungen, Bälle, Bankette – alles wurde geboten, was Kunst und Gesellschaft vereinen konnte. Das kulturelle Programm, das sich in den ersten Jahren nach der Wiedereröffnung im Künstlerhaus etablierte, hatte zu Zukunftshoffnungen berechtigt. Wirtschaftliche Probleme infolge der Baufinanzierung schränkten die Präsenz des Hauses im kulturellen Leben Münchens jedoch stark ein. 1967 ging das Künstlerhaus einen dreißigjährigen Dauernutzungsvertrag mit dem Besitzer des Bayerischen Hofs, Falk Volkhardt, ein, der den Restaurationsbetrieb späterhin an die Mövenpick-Kette weiterverpachtete. Der zeitliche Spielraum, der dem Künstlerhaus-Verein zur Nutzung der Räume für eigene Veranstaltungen blieb, war zu gering, um das anspruchsvolle Kulturprogramm der vergangenen Jahre weiterzuführen. Der Nutzungsschwerpunkt lag für drei Jahrzehnte im Bereich der Gastronomie. Am Ende dieser Periode in den neunziger Jahren sollte mit Festen, Ausstellungen und dem laufenden Kulturprogramm eine Brücke zwischen den alten Glanzzeiten des Hauses und dem absehbaren Ende des Pachtvertrags geschlagen werden. Ein Neuaufschwung in größerem Umfang konnte erst einsetzen, als 1997 der Dauernutzungsvertrag abgelaufen war und somit die Entscheidung über die Verwendung der Räume wieder dem Künstlerhaus-Verein zuteilwurde.

### Neue Galerie im Künstlerhaus 1961
Im Oktober 1961 eröffnete der Münchner Verleger Rolf Becker die Neue Galerie im Künstlerhaus mit Werken des Malers Ernst Wild und des Bildhauers Kurt Mergenthal. In raschem Wechsel folgten Ausstellungen, die schwerpunktmäßig internationale und progressive Kunst vorstellten. Künstler wie der in Amerika lebende Bayer Hans Hofmann, Georges Mathieu, Niki de Saint Phalle, der Grieche Jannis Spyropoulos und Enrique Tabara, zeigten ihre Werke. Nach einer Ausstellung der Nouveaux Réalistes (N. R.) Anfang 1963 wurde die Galerie geschlossen, Nachmieter wurde ein Teppichhändler. Heute befindet sich die Lithografiewerkstatt „STEINDRUCK MÜNCHEN“ in den Räumlichkeiten.

### Ein Haus für junge Künstler
In den ersten Jahren des Aufschwungs organisierte ein engagiertes Terzett, bestehend aus Peter und Maja Grassinger sowie Albrecht Soltmann, einen Zusammenschluss aller öffentlichen und privaten Münchner Kunstschulen, der zum Ziel hatte, in großem Maß auch junge Künstler in das neue Haus einzuführen. Dem Kuratorium, das sich aus den Vorständen all dieser Ausbildungsstätten zusammensetzte, gehörten u. a. auch Ernst Maria Lang und Eugen Roth an. Ende November 1965 wurden eine Woche lang in allen Räumen des Künstlerhauses Arbeiten von Studierenden der Kunst- und Kunstgewerbeschulen ausgestellt. Begleitend dazu traten Schüler der Musikhochschule, des städtischen Konservatoriums, der Falckenberg-Schule, der Bode-Schule und der Roleff-King-Ballettschule auf. Das ganze Haus gehörte in diesen Tagen den jungen Künstlern. Bis heute fördert die Münchner Künstlerhaus-Stiftung junge Künstler und vergibt Stipendien für Lithografie.

### Spieldose & littleART
1961 bekam das Figurentheater Die Spieldose nach sechs Wanderjahren seine endgültige Spielstätte im neu eröffneten Künstlerhaus. Die erste Aufführung der Puppenspieler, Mozarts Schäferspiel Bastien und Bastienne, wurde zum Dauerbrenner. Die neuen räumlichen und technischen Möglichkeiten in dem 80 Zuschauer fassenden Kammertheaterchen regten zu Experimenten mit ausgefallenen Techniken und Mechaniken an. Das Puppentheater von Herbert Fischel hatte einen klassischen Spielplan von Faust bis Sommernachtsraum. Im Laufe der sechziger Jahre begann man jedoch von der traditionellen Marionette abzurücken, bezog vielseitige »Action-Puppen« und »Abstrakta-Marionetten« mit ein, darüber hinaus auch Menschenspieler. Seit 1979 befand sich das Theaterchen in seiner Blütezeit. Die ständig erweiterte und veränderte Belegschaft nahm zahlreiche neue Spieltechniken auf wie Schwarzes Theater, Figurenpantomime, Licht- und Tanztheater sowie multimediale Ausdrucksformen und Computertechnik.
Seit Dezember 2011 befindet sich in dem ehemaligen Theaterraum die Galerie von und für Kinder littleART unter der Leitung von Elena Janker.

### Lithografiewerkstatt

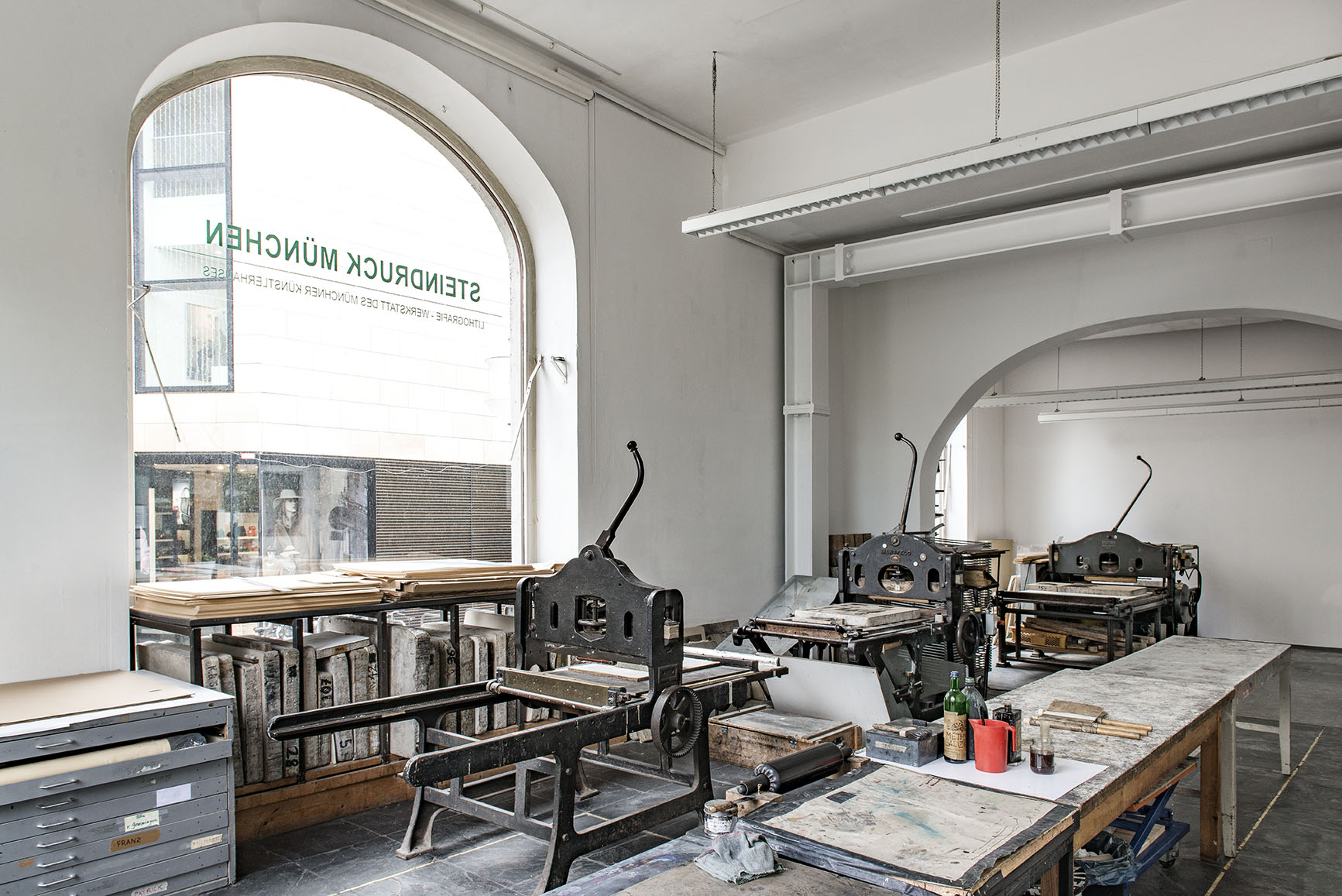
Lithografiewerkstatt Münchner Künstlerhaus

Die Lithografiewerkstatt Steindruck München präsentiert sich weit sichtbar im vorderen Teil des Haupthauses. Der lichtdurchflutete Raum ist 160 Quadratmeter groß und dient nicht nur als Druckwerkstatt, sondern auch als Ort für wechselnde Ausstellungen. Im Besitz der Lithografiewerkstatt befinden sich mehrere Druckmaschinen und eine etwa 100 Solnhofener Kalkschieferplatten, teilweise von besonderer Größe.
Die Lithografiewerkstatt ist getragen von der Münchner Künstlerhaus-Stiftung. Künstler, Akademiestudenten mit dem Schwerpunkt Grafik sowie Stipendiaten aus dem In- und Ausland haben hier die Möglichkeit, professionell Lithografien zu erstellen. Darüber hinaus bietet sie Lithografiekurse für Profis und Laien an.
Der Aufbau und die Etablierung der Lithografiewerkstatt im Bewusstsein der Künstler und Grafiker wurde anfangs von Karl Imhof beratend begleitet, von dem das Künstlerhaus das Werkstattinventar übernommen hat. Zur weiteren Entwicklung der Lithografiewerkstatt trug die „Gesellschaft zur Förderung künstlerischer Druckgrafik e. V.“ mit Thomas Sebening, Melissa MayerGalbraith und Alex Nüßlein maßgeblich bei. Es folgten Gesa Puell und Tom Kristen als Werkstattleiter, sie riefen die Europäischen Lithografietage 2005 und 2012 ins Leben. Heute steht die Werkstatt unter der Leitung von Raquel Ro. Mit den III. Internationalen Lithografietagen 2018 wird der Bekanntheitsgrad von Steindruck München weiter intensiviert.
Verbindungen zu Grafikwerkstätten im In- und Ausland machen die Lithografiewerkstatt heute zu einer anerkannten Institution.

### Goldener Kentaur
Mit dem internationalen Kunstpreis „Goldener Kentaur“ knüpft das Münchner Künstlerhaus anlässlich der seit 1957 bestehenden Römischen Verträge an den Europagedanken an, den es bereits seit 1997 in seinen „Europäischen Begegnungen“ realisiert. Aus diesem lebendigen Dialog erwuchs ein internationales Netzwerk, das zur Verwirklichung des Satzungsauftrages der Münchner Künstlerhaus-Stiftung – der offenen Begegnung von Kunst und Gesellschaft – beiträgt.
Ziel und Herausforderung des Wettbewerbs ist die Förderung des interkulturellen Austausches auf europäischer Ebene und die eigene Sicht auf zeitlos Gültiges in einem künstlerischen Verfahren. Eine namhafte Jury wählt aus den eingereichten Arbeiten der Kunststudenten die Preisträger des „Goldenen Kentauren“ aus. Alle eingereichten Werke werden in einem ca. 160-seitigen Katalog dokumentiert und in einer 10-tägigen Ausstellung der Öffentlichkeit präsentiert. Die Sieger werden bei der festlichen Preisverleihung bekannt gegeben. Der Sieger erhält zusätzlich zum Preisgeld die Kentaur-Bronzeskulptur, angefertigt von dem Bildhauer Hans Kastler.

### Treffpunkt für Vereine und Gesellschaften
Das Münchner Künstlerhaus ist bis heute regelmäßiger Treffpunkt gemeinnütziger Vereine und Gesellschaften. Darunter sind der Seerosenkreis, die Vereinigung der Freunde Münchens e. V., der Münchner Altertumsverein, der Richard-Wagner-Verband, Mozartgesellschaft, Interessenverband der Bayerischen Staatsoper (IBS) und viele mehr. Zu den immer wiederkehrenden Gästen gehören ebenfalls die Mitglieder der Münchner Secession. Einmal wöchentlich trifft sich nach wie vor die Künstlergesellschaft Allotria in den Räumen im Gewölbe des Hauses.

### Kulturprogramm heute
Das heutige Münchner Künstlerhaus lebt zum einen von der Vermietung der Räumlichkeiten und zum anderen von der Darbietung eines facettenreichen Kulturprogramms. Das Haus steht im Sinne seiner Gründerväter als Begegnungsstätte für Künstler mit der Gesellschaft offen.
In verschiedenen Programmreihen wie der Wort und Musik, den KünstlerhausKonzerten, jazz and beyond, JungesProgramm, Tanz und der Ausstellungsreihen Kunst im Künstlerhaus und Skulpturen im Innenhof wird eine Plattform für Vorträge, Diskussionen, Lesungen und Kabarett geboten. Kulturelle Glanzlichter sind der jährlich stattfindende traditionsreiche Gauklerball, die Verleihung des Kunstpreises Goldener Kentaur, das Figurentheater, die Europäischen Begegnungen, die Langen Nächte der Musik und Museen und die Silvestergala. Seit 2013 stellt die Münchner Künstlerhaus-Stiftung druckgrafische Werke namhafter Künstler einen Sommer lang aus. Bisher ausgestellt wurden die Druckgrafiken von Salvador Dalí, Friedensreich Hundertwasser und Shoichi Hasegawa sowie von Francisco de Goya und Pablo Picasso.

## Münchner Künstlerhaus-Stiftung
Um das Künstlerhaus dauerhaft gegen Fremdnutzung abzusichern und eine Basis für seinen Fortbestand als einer „Begegnungsstätte von Kunst und Gesellschaft“ im Sinne der Idee der Gründerväter "Nobis et Amicis" (Uns und unseren Freunden) zu schaffen, wurde am 28. Dezember 2001 die Münchner Künstlerhaus-Stiftung gegründet. Der Stiftungszweck umfasst die Instandhaltung des denkmalgeschützten Baus, die personelle Besetzung und die freie Förderung von Kunst und Kultur. Im Besitze der Münchner Künstlerhaus-Stiftung ist seit 2001 jedoch nicht nur das Gebäude am Lenbachplatz, sondern auch die mit ihm verbundenen hohen Bauschulden, die für den Wiederaufbau aufgenommen wurden. In ihrer Existenz ist die Stiftung daher auf die Vermietung der Räumlichkeiten sowie die Zuwendung privater Spender angewiesen.
Der Münchner Künstlerhaus-Verein bleibt weiterhin als vor allem ideeller Förderverein für das Münchner Künstlerhaus bestehen und ist offen für neue Mitglieder.
Maja Grassinger, dem Münchner Künstlerhaus seit 1963 verbunden, leitete das Haus von 2006 bis 2020. Sie war die erste Präsidentin des Münchner Künstlerhauses und Vorstandsvorsitzende der Münchner Künstlerhaus-Stiftung. Seit 2021 wird das Münchner Künstlerhaus von Birgit Gottschalk und Jennifer Ruhland geleitet.

## Gastronomie im Künstlerhaus
Drei Jahrzehnte befand sich das Café-Restaurant Mövenpick in den vorderen Räumen des Münchner Künstlerhauses. Heute befindet sich dort im Erdgeschoss die L’Osteria sowie im ersten Stock das Gourmet-Steak-Restaurant GRILL.
Prunkstück der Restauranträume im Erdgeschoss ist das Venezianische Zimmer aus Lenbachs Zeiten.